# یاتراس
یاتراس (به اسپانیایی: Yateras) یک منطقهٔ مسکونی در کوبا است که در استان گوانتانامو واقع شده‌است. یاتراس ۶۶۴ کیلومتر مربع مساحت و ۲۰٬۳۵۸ نفر جمعیت دارد و ۳۷۰ متر بالاتر از سطح دریا واقع شده‌است.